# Quartetto per archi n. 3 (Bartók)
Il Quartetto n. 3 di Béla Bartók, composto nel 1926, è il terzo dei 6 quartetti per archi scritti dal compositore ungherese nell'arco di un periodo di 30 anni. Condivide con un brano cameristico di Alfredo Casella il primo premio di un concorso indetto nel 1927 dalla Musical Fund Society di Filadelfia. Le qualità sorprendenti di questa composizione non avrebbero potuto lasciare indifferente la commissione esaminatrice.
Tra i sei quartetti per archi di Béla Bartók, il terzo è il più breve e si distingue per la concentrazione del materiale tematico e della struttura. I temi folk che qui vengono utilizzati sono trattati secondo una tecnica definita da Bartók “Espansione di gamma”, tecnica che permette di modificare melodie e ritmi per sviluppare temi liberamente senza compromettere l’unitarietà del brano; si utilizza quindi una piccola quantità di materiale melodico per creare una più ampia e unica struttura continua. Il terzo quartetto di Bartók viene eseguito in pubblico per la prima volta il 19 febbraio 1929; alla Wigmore Hall di Londra suona il Waldbauer-Kerpely Quartet.
L’opera consiste in unico movimento, ma la partitura è suddivisa in due parti principali, indicate come Moderato e Allegro, seguite da una ricapitolazione della prima parte e da una breve coda che riprende materiale della seconda parte. Numerosi sono gli effetti coloristici ottenuti con le diverse tecniche: il glissando, il pizzicato, la sordina, il picchiettare le corde con l’archetto, suonare con il legno dell’archetto, rimbalzare l’archetto sulle corde, suonare vicino al ponticello.
La prima parte inizia con un tema presentato dal violino con accordi dissonanti; brevi apparizioni di motivi esitanti, brillanti, desolati, spettrali, poi il secondo violino e la viola intonano un tema lirico cantabile sul dolce, vibrante accompagnamento dei due archi esterni.
La seconda parte inizia con lo stesso tema dell’apertura ma si sviluppa in modo completamente diverso. I temi si richiamano a danze popolari ungheresi; la musica scorre veloce, continua, è basata su scale e non su impulsi frammentati; le idee tematiche via via si trasformano e conducono verso un nervoso fugato conclusivo, interrotto da glissandi e accordi doppi e tripli.
La Ricapitolazione della prima parte è introdotta da un breve, violento passaggio del violoncello. La lenta prima parte qui è trasformata ed è quasi irriconoscibile; il materiale tematico contemplativo è identico ma l’energia e i ritmi sono ancor più rarefatti, l’atmosfera è di immobilità, desolazione che, all’improvviso, è scossa dalla breve Coda, vorticosa e spettrale.